# Mont Omu
Le mont Omu (Vârful Omu en roumain et « mont de l'homme » en français), situé dans les monts Bucegi, est le sixième sommet le plus haut de Roumanie et représente le point culminant de cette chaîne. Son altitude officielle est de 2 506 mètres. Cependant d'autres mesures indiquent 2 507 mètres à la base du rocher présent au sommet, ou 2 515 mètres si l'on considère ce même rocher. Le mont est visible depuis la crête de la Pietrei Craiului, et également depuis la vallée de Prahova (Valea Prahovei).
Au sommet se trouve un chalet, Cabana Omu, ainsi qu'une station météorologique. Cette dernière est considérée comme l'endroit le plus haut de Roumanie habité en permanence.
La première ascension connue du mont Omu est celle du professeur français Jean Alexandre Vaillant en 1839 en venant de Sinaia.